# Каменка (приток Хопра)
Каменка — река в России, протекает в Волгоградской области. Устье реки находится в 258 км по левому берегу реки Хопёр к юго-западу от города Урюпинск. Длина реки составляет 15 км, площадь водосборного бассейна 186 км².

## Государственный водный реестр
По данным государственного водного реестра России относится к Донскому бассейновому округу, водохозяйственный участок реки — Хопёр от впадения реки Ворона до устья без рек Ворона, Савала и Бузулук, речной подбассейн реки — Хопер. Речной бассейн реки — Дон (российская часть бассейна).